# Весна Перовић
Весна Перовић (дјевојачко Миловчић, Београд, ФНРЈ, 12. јун 1954) бивша је црногорска политичарка и предсједница Скупштине Црне Горе у периоду 2001—2002.

## Биографија
Рођена је 1954. године у Београду, дипломирала је на Правном факултету Универзитета у Београду 1977, а правосудни испит положила 1979. године и добила звање дипломираног правника.

#### Професионална каријера
Весна Перовић започиње радну каријеру при Трећем општинском јавном тужилаштву у Београду, 1978. године, гдје од априла почиње приправнички стаж. После годину дана рада, полаже правосудни испит 1979, и добија посао као стручни сарадник Тужилаштва. Следеће, 1980. године, добија мјесто савјетника у Уставном суду Србије у којем ради наредних девет година.
Године 1989. сели се из породичних разлога у Црну Гору и Котор, и тиме почиње њено позитивно дјеловање у Црној Гори. На правничким пословима при Заводу за заштиту споменика културе Котор, даје допринос заштити црногорских тековина, историје и насљеђа, учествује у изради новог Закона о заштити споменика културе и Закона о заштити споменичког подручја Котора. У стручним часописима објављује чланке из области уставно судске праксе и коментаре законских текстова.

#### Политичка каријера
Постаје члан Либералног савеза Црне Горе 1994. године при Которском Општинском одбору, и бива делегирана за члана Конференције ЛСЦГ, највећег органа Странке. У рад Странке интензивно се укључује у прољеће 1996. године и ради на тексту измјена страначког Статута. Сходно Статуту ЛСЦГ који је усвојен на II ванредној Конференцији одржаној у Будви 1997. године, изабрана је за предсједницу Либералних жена Црне Горе.
Годину дана касније, након мајских избора 1998. постаје посланик Либералног савеза у Скупштини Републике Црне Горе. Године 2001. Весна Перовић након парламентарних избора добија мјесто предсједника Скупштине Црне Горе. На дужности Предсједника Парламента, покушава да заустави распродају државне имовине од стране мањинске владе ДПС—СДП, а касније исте у оставци. Поред законских дужности које има као Предсједник Црногорског Парламента, Весна Перовић помаже и подржава невладин сектор, и организације које племенитим дјеловањем обогаћују друштво и штите права црногорских грађана.
Функцију Предсједника Парламента је обављала до расписивања нових парламентарних избора 2002. Дана, 23. октобра 2004. године на Цетињу, Весна Перовић ће постати Лидер Либералног савеза Црне Горе и исту функцију ће обављати до 24. марта 2005. године, када Либерални савез одлучује да замрзне све активности и прекине свој рад.